# Studenița, Șumen
Studenița (în bulgară Студеница) este un sat în comuna Hitrino, regiunea Șumen,  Bulgaria. 

## Demografie
Componența etnică a satului Studenița
     Turci (97,07%)
     Nicio identificare (2,04%)
     Altele (0,87%)
La recensământul din 2011, populația satului Studenița era de 342 locuitori. Din punct de vedere etnic, majoritatea locuitorilor (97,07%) erau turci. Pentru 2,04% din locuitori nu este cunoscută apartenența etnică.